# باربارا برلوسکونی
باربارا برلوسکونی (زاده ۳۰ ژوئیه ۱۹۸۴ در سوئیس)، یکی از مدیران بازرگانی شرکت فینینوست، و نائب رئیس و مدیر عامل سابق باشگاه فوتبال میلان ایتالیا است.